# La Montagne, Loire-Atlantique
La Montagne (tiếng Breton: Ar Menez) là một xã thuộc tỉnh Loire-Atlantique, trong vùng Pays de la Loire ở phía tây nước Pháp. Xã này nằm ở khu vực có độ cao trung bình 2 mét trên mực nước biển. Theo điều tra dân số năm 1999 của INSEE, xã có dân số 5841 người.

## Liêt kết ngoàis
- http://www.nantesmetropole.fr/Montagne/%5B%5D